# Passo del Giulio
Il passo del Giulio, detto anche passo del Giulia (in tedesco Julierpass, in romancio Pass dal Güglia o Pass digl Gelgia, in francese Col du Julier), è un valico alpino in territorio svizzero (2.284 m s.l.m.) che mette in collegamento la Val Sursette e l'Engadina rispettivamente da Bivio a Silvaplana.

## Caratteristiche

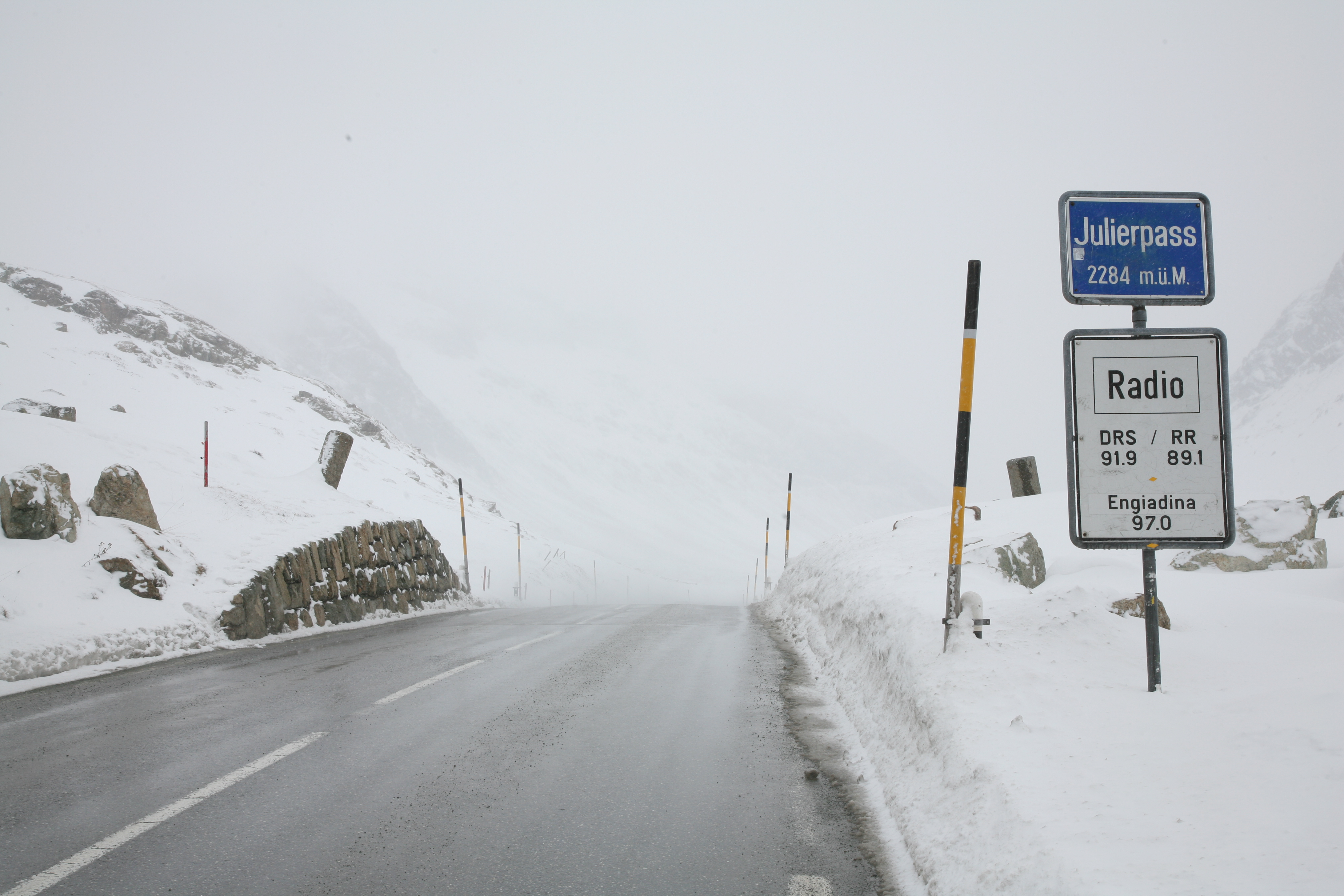
La cima del passo in inverno

È senz'altro uno dei passi più utilizzati, a differenza del vicino passo dell'Albula; è aperto tutto l'anno e mette quindi in comunicazione stabile le città di Sankt Moritz e Thusis.
Sul passo si trova il confine tra i bacini idrografici del Reno e del Danubio. Infatti la Val Sursette è percorsa dal torrente Giulia sub-affluente del Reno attraverso l'Albula ed il Reno Posteriore. Nell'altro versante l'Engadina è percorsa dall'Eno tributario del Danubio.
Il tratto di valico della strada carrozzabile fu costruito fra il 1820 e il 1826 per sostituire il meno agevole passo del Settimo.

## Percorso
| Località     | Altezza | Distanza | Diff. altezza | Distanza Tot. | Totale diff. altezza |
| ------------ | ------- | -------- | ------------- | ------------- | -------------------- |
| Tiefencastel | 851 m   | -        | -             | -             | -                    |
| Savognin     | 1207 m  | 9 km     | 356 m         | 9 km          | 356 m                |
| Tinizong     | 1240 m  | 2 km     | 33 m          | 11 km         | 389 m                |
| Rona         | 1408 m  | 3 km     | 168 m         | 14 km         | 557 m                |
| Mulegns-Sur  | 1538 m  | 4.5 km   | 130 m         | 18.5 km       | 687 m                |
| Marmorera    | 1680 m  | 2.5 km   | 142 m         | 21 km         | 829 m                |
| Bivio        | 1769 m  | 5 km     | 89 m          | 27 km         | 918 m                |
| passo        | 2284 m  | 9 km     | 515 m         | 36 km         | 1433 m               |
| Silvaplana   | 1815 m  | 7 km     | 469 m         | 43 km         | –469 m               |